# ラーゴ (アルバム)
『ラーゴ』（Largo）は、アメリカ合衆国のジャズ・ピアニスト、ブラッド・メルドーが2002年に発表したスタジオ・アルバム。

## 背景
過去にエイミー・マンやフィオナ・アップル等の作品を手がけてきたジョン・ブライオンがプロデューサーに起用された。アルバム・タイトルはブライオンが毎週出演していたクラブの名前から取られ、メルドーは本作の制作前から、観客として何度もブライオンのライブに通っていたという。「パラノイド・アンドロイド」はレディオヘッドのカヴァー、「ディア・プルーデンス」と「マザー・ネイチャーズ・サン」はビートルズのカヴァーで、後者はアントニオ・カルロス・ジョビンの曲「ウェイヴ」とのメドレーとして演奏された。

## レコーディング
本作のレコーディングは全編とも一発録りで、オーバー・ダビングは行われていない。当時メルドーのレギュラー・トリオに参加していたラリー・グレナディアとホルヘ・ロッシィに加えて、ジム・ケルトナーや、ベックのバンドのベーシストとして知られるジャスティン・メルダル＝ジョンセン等もレコーディングに参加した。
メルドーは「パラノイド・アンドロイド」と「フリー・ウィリー」で、ピアノの低音2オクターブの弦にパテを塗ったプリペアド・ピアノを使用し、「サバス」ではピアノをレスリー・スピーカーに接続した上ワーミー・ペダルも使用した。また、一部の曲ではプリペアド・ピアノがパーカッション的に使用され、「パラノイド・アンドロイド」ではブライオン、「アルヴァラード」ではケルトナーがそれぞれ演奏した。
ミキシングは、カリフォルニア州バーバンクのNRGスタジオで2002年1月21日 - 26日と2月17日 - 19日に行われ、メルドー自身は「今作のサウンドはミックスの段階で最終的に作り上げられたが、ミックスに費やされた時間は（ぼくにとっては）膨大だった」と語っている。

## 反響・評価
アメリカの『ビルボード』では、ジャズ・アルバム・チャートで3位に達した。また、フランスのアルバム・チャートでは初登場61位となり、5週連続でトップ200入りした。
Robert L. Doerschukはオールミュージックにおいて5点満点中3点を付け「軋むような怒りに満ちた電子エフェクトがピアノに乗ってくる"Dropjes"、ピアノの低音弦にパテ処理をして野性的な即興演奏を爆発させ、ビバップの即興と言うよりはネズミがちょこまかと走る様を思わせる"Free Willy"といった曲も含まれている」「『ラーゴ』で最終的に好奇心をそそるのは、メルドーによる、いつも通り知的かつ特異な音楽性である」と評している。また、John Fordhamは『ガーディアン』紙のレビューで5点満点中4点を付け「メルドーのファンの中には、一聴した限りではジキル博士とハイド氏ばりの変身に猜疑心を持つ人もいるかもしれない。しかし本作はなおも、このピアニストが醸し出す、通常よりも些かせっかちに物語を紡いでいく、個性的な想像力が原動力となっている」と評している。

## トラック・リスト
特記なき楽曲はブラッド・メルドー作。
| #   | タイトル | 作詞 | 作曲・編曲 | 時間 |
| --- | --- | ---- | ---------- | ---- |
| 1.  | 「ホエン・イット・レインズ - When It Rains」                                                                                      |      |            | 6:36 |
| 2.  | 「ユー・アー・ヴァイビング・ミー - You're Vibing Me」                                                                             |      |            | 3:28 |
| 3.  | 「ダスティ・マックナゲット - Dusty McNugget」                                                                                     |      |            | 5:43 |
| 4.  | 「ドロッピアス - Dropjes」(Brad Mehldau, Darek Oleszkiewicz, Justin Meldal-Johnsen, Jon Brion, Matt Chamberlain, Victor Indrizzo) |      |            | 3:58 |
| 5.  | 「パラノイド・アンドロイド - Paranoid Android」(Thom Yorke, Jonny Greenwood, Ed O'Brien, Colin Greenwood, Phil Selway)            |      |            | 9:05 |
| 6.  | 「フランクリン・アヴェニュー - Franklin Avenue」                                                                                  |      |            | 3:42 |
| 7.  | 「サバス - Sabbath」 |      |            | 4:42 |
| 8.  | 「ディア・プルーデンス - Dear Prudence」(John Lennon, Paul McCartney)                                                             |      |            | 5:22 |
| 9.  | 「フリー・ウィリー - Free Willy」(B. Mehldau, M. Chamberlain, Larry Grenadier, Jorge Rossy)                                       |      |            | 5:05 |
| 10. | 「アルヴァラード - Alvarado」 |      |            | 4:00 |
| 11. | 「ウェイヴ/マザー・ネイチャーズ・サン - Wave/Mother Nature's Son」(Antônio Carlos Jobim/J. Lennon, P. McCartney)                  |      |            | 6:28 |
| 12. | 「アイ・ドゥ - I Do」 |      |            | 7:17 |

## パーソネル
- ブラッド・メルドー - ピアノ、ヴィブラフォン、プリペアド・ピアノ
- ジョン・ブライオン - ギター(on #4)、プリペアド・ピアノ(on #5)、ギターシンセサイザー(on #11)、チェンバリン(on #11)
- ラリー・グレナディア - アコースティックベース(on #1, #2)、トリーテッド・ベース(on #9)
- ダレク・オレシュキェヴィッチ - アコースティックベース(on #2, #3, #4, #5, #6, #8, #10, #11)
- ジャスティン・メルダル＝ジョンセン - エレクトリックベース(on #4, #10, #11)、エレクトロニクス(on #4, #11)
- マット・チェンバレン - ドラムス(on #1, #3, #4, #5, #6, #7, #9, #11)、シェイカー(on #2, #8)、パーカッション(on #4, #8, #9)、タブラ(on #10)
- ホルヘ・ロッシィ - ドラムス(on #2, #9)、パーカッション(on #9)
- ジム・ケルトナー - ドラムス(on #2, #5, #8)、スネアドラム(on #3)、ヴィブラフォン(on #6)、プリペアド・ピアノ(on #10)
- ヴィクター・インドリッツォ - ドラムス(on #4, #10, #11)、パーカッション(on #4, #10)
- デヴィッド・ショスタク、スティーヴ・クジャラ - フルート(on #1, #12)
- エミール・バーンスタイン、ゲイリー・グレイ - クラリネット(on #1, #12)
- アール・ダムラー、ジョン・クラーク - オーボエ(on #1, #12)
- ピーター・マンデル、ローズ・コリガン - バスーン(on #1, #12)
- ウィリアム・ライヒェンバッハ - トロンボーン(on #3, #5, #6)
- ジョージ・B・サッチャー - バストロンボーン(on #3, #6)
- ケネス・クグラー - バストロンボーン(on #5)
- ダニエル・ケリー、フィリップ・ヤオ - フレンチホルン(on #3, #6)
- ジェリー・フォルサム、ジョセフ・マイヤー - フレンチホルン(on #5)